# Frédérick Tristan
Frédérick Tristan (n. 11 iunie 1931, Sedan, Champagne-Ardenne, Franța – d. 2 martie 2022, Dreux, Centre-Val de Loire, Franța) a fost un scriitor francez.

## Biografie
Tristan s-a născut la Sedan, Ardennes, Franța, pe 11 iunie 1931. A fost trimis într-o misiune în Laos, Vietnamul de Nord, Vietnamul de Sud și China între 1964 și 1986.
În anul 2000 și-a explicat activitatea într-o serie de interviuri cu criticul Jean-Luc Moreau.
În 1952 a participat la cercetările conduse de Joel Picton. Între 1983 și 2001, a fost profesor de iconografie creștină timpurie și renascentistă la ICART (Paris). Tristan este unul dintre autorii menționați în manifestul și antologia La Nouvelle Fiction (1992) a lui Jean-Luc Moreau, alături de Hubert Haddad, Georges-Olivier Châteaureynaud, François Coupry, Jean Levy, Patrick Carré și Marc Petit. Cei șapte membri fondatori ai acestui curent literar împărtășesc o moștenire culturală inspirată de romantismul german, romanul gotic englez, filosofia speculativă, suprarealism, spiritualism și povestirea orientală, explorând teme precum sufletul, destinul, lumea viselor, mitul și tărâmurile invizibile.
Toate arhivele sale (manuscrise, cărți publicate și traduse, documentație audio și video, recenzii) sunt disponibile la IMEC.
Tristan a fost căsătorit cu Marie-France Tristan, specialistă în poetul Giambattista Marino. A murit în Franța, pe 2 martie 2022, la vârsta de 90 de ani.